# Top 50 Albums
Top 50 Albums, Album Top 50, ARIA Albums Chart, ARIA Australian Top 50 Albums – cotygodniowa lista przebojów najlepiej sprzedających się albumów w Australii publikowana przez ARIA Charts i australian-charts.com. Lista obejmuje 50 pozycji. 100 pozycji dostępnych jest w raporcie ARIA dla subskrybentów. Kodeks postępowania ARIA Charts wymienia również liczbę 150 dla Top 50 Albums. Lista sporządzana jest w każdy piątek, obejmuje okres od poprzedniego piątku do czwartku i jest publikowana w każdą sobotę o siedemnastej na stronie internetowej ARIA Charts. W poniedziałki o dziewiątej lista jest publikowana na stronie Australian Recording Industry Association. Lista została po raz pierwszy opublikowana w połowie 1983 roku.
Kodeks postępowania ARIA Charts określa definicję albumu. Albumem jest produkt w każdym formacie, który nie kwalifikuje się jako singel, nagrania zostały wykonane przez pojedynczego artystę lub kilku, akt lub orkiestrę. Na liście mogą znaleźć się kompilacje największych przebojów, ścieżki dźwiękowe i cast recording, których przynajmniej 80% utworów zostało wykorzystanych w programie lub filmie, albumy koncepcyjne zawierające przynajmniej 80% nowych nagrań nagranych specjalnie na potrzeby projektu.